# César Pelli
César Pelli (San Miguel de Tucumán, 12 ottobre 1926 – New Haven, 19 luglio 2019) è stato un architetto argentino naturalizzato statunitense.

## Biografia

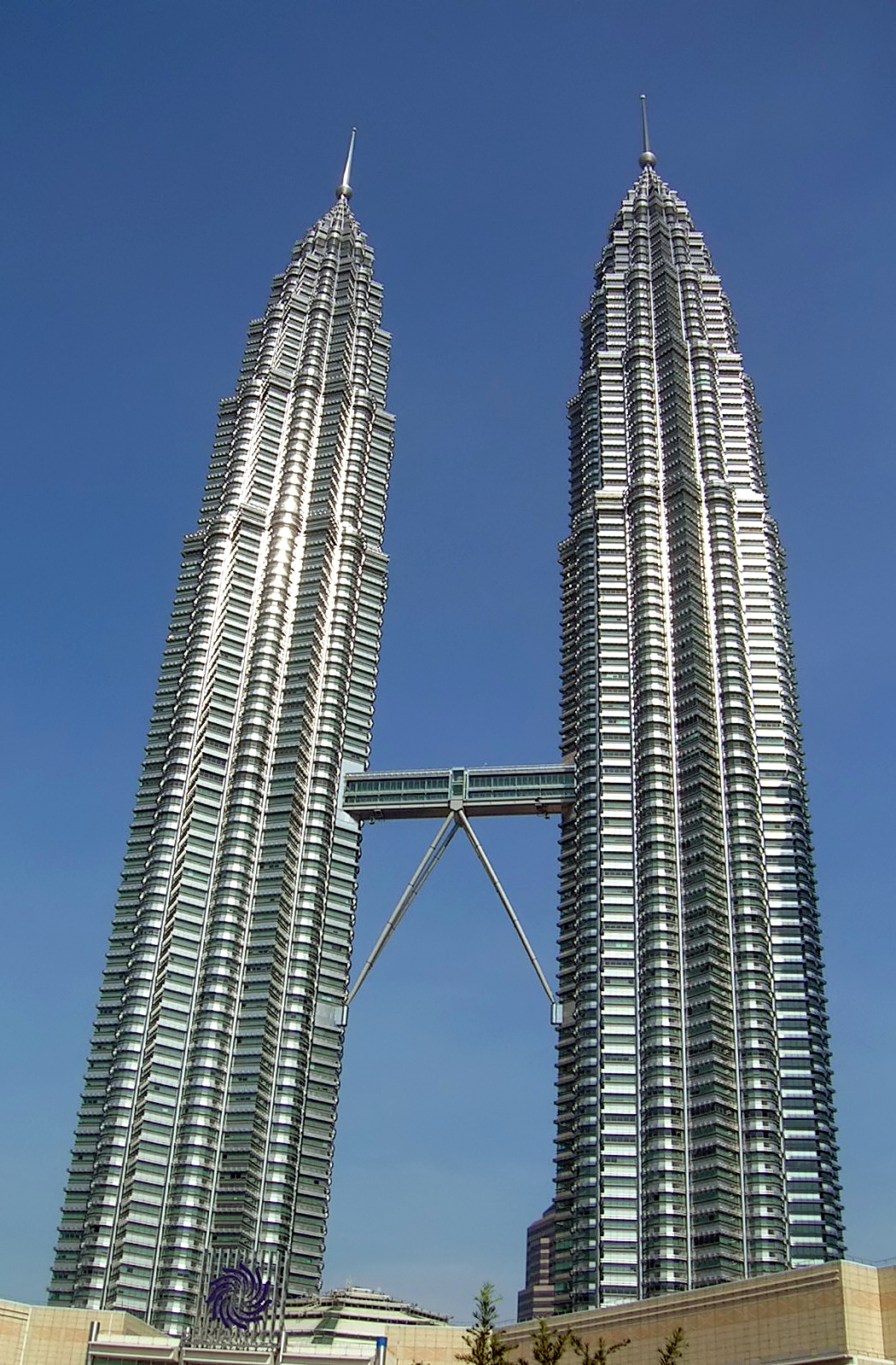
Le Torri Petronas a Kuala Lumpur, l'opera più nota di Cesar Pelli

Studiò architettura presso la Universidad Nacional di Tucumán dove ottenne la laurea nel 1949. In questo periodo incontra Diana Balmori, paesaggista, con la quale si sposa. Anche in seguito alla loro separazione, condivisero sempre la loro filosofia progettuale. L'attaccamento al territorio argentino lo portò a lavorare lì, contribuendo all'urbanistica del suo paese: difatti accettò la direzione del design della OFEMPE, che è un'organizzazione del governo con lo scopo di sponsorizzare e costruire gli alloggi sociali a Tucuman. Fino al 1952 quando si trasferì negli Stati Uniti, per aver vinto una borsa di studi all'Università dell'Illinois, ottenendo un master in architettura in meno di due anni, dove in seguito ottenne la cittadinanza americana nel 1964.
Pelli fu socio dello studio di Eero Saarinen dal 1954 al 1964, architetto finlandese con passione per l'Art Nouveau. In questo periodo lavora alla realizzazione del terminal TWA dell'aeroporto JFK, alla realizzazione di alcuni collegi dell'Università di Yale. Durante gli anni sessanta insegna alla facoltà Tucumán tenendo un corso di progettazione. Quindi tornerà nuovamente negli USA per lavorare come direttore del design nello studio Daniel, Mann, Johnson & Mendenhall. Diventa nel 1968 socio della Gruen Associates. Nel contempo insegna all'Università della California. In questi anni progetta nel 1969 il municipio di San Bernardino e l'Ambasciata americana a Tokyo nel 1972. Nel 1977 diventa indipendente fondando un proprio studio, Cesar Pelli and Associates, oggi diventata la Pelli Clarke Pelli Architects, assieme alla moglie Diana ed all'architetto Fred W. Clarke.
È stato decano della facoltà di architettura dell'Università di Yale, diventando preside della facoltà di architettura. È stato insignito della medaglia d'oro dell'American Institute of Architects. La sua opera più famosa sono le Torri Petronas a Kuala Lumpur in Malaysia, fino alla metà del 2003 gli edifici più alti del mondo, con i loro 452 metri. La costruzione evidenzia l'eleganza e la sobrietà delle linee, e della forma che combina cristallo, pietra e metallo. Tra le altre opere più note c'è il campus dell'Universidad Empresarial Siglo 21, a nord della città argentina di Cordoba. Gli edifici da lui costruiti sono molto moderni e mostrano allo stesso tempo semplicità e lusso.
Dal 2006 è il leader del progetto Costanera Center che sarà costruito a Santiago del Cile, e che sarà l'edificio più grande di tutto il Sudamerica. Nel 2007 inizia il progetto Centro Municipal Distrito Sudoeste (CMDS), nella città argentina di Rosario, che sorgerà sul sito dell'ex fabbrica Acindar. A Madrid ha realizzato la Torre de Cristal, uno dei quattro grattacieli che si innalzano nel centro direzionale Cuatro Torres Business Area. La costruzione, terminata nel 2008, con la sua altezza di 249,5 metri è diventata la seconda più alta della Spagna. Sempre in Spagna, ha progettato la Torre Iberdrola a Bilbao (la struttura più alta dei Paesi Baschi) e la Torre Sevilla a Siviglia: si tratta un grattacielo di 180,5 metri e 37 piani iniziato nel 2007 e ultimato nel 2015, fiancheggiato da due edifici commerciali e con un parcheggio sotterraneo per oltre 3000 veicoli.
A Milano César Pelli ha realizzato il master plan del progetto Porta Nuova, in particolare di quello dell'area di Porta Garibaldi, che ha riqualificato il tessuto urbano del quartiere attraverso un grande parco e una piazza-podio. Nell'ambito di questo progetto, nel 2014, è stata inaugurata la Torre Unicredit che, con i suoi 152 metri di altezza (231 con la guglia), è il più alto grattacielo in Italia. È morto a 92 anni il 19 luglio 2019.

## Opere
- Torri Petronas, (Kuala Lumpur)
- Centro delle arti drammatiche dell'Ohio, (Cincinnati)
- Edificio corporativo di NTT (Tokyo)
- St. Regis Hotel & Residences, (Città del Messico)
- Edificio del Banco República, (Buenos Aires)
- Museo d'Arte Loeb, Università Vassar (New York)
- Torre Carnegie Hall, (New York)
- Torres Gemelas de Polanco, 1996 (Città del Messico)
- Centro di Arti Drammatiche, (Charlotte)
- One Canada Square in Canary Wharf, (Londra)
- Museo Mattatuck di Waterbury, (Connecticut)
- Edificio Herring, Università Rice (Houston)
- World Financial Center, (New York)
- Torre residenziale, Museo di Arte Moderna (New York)
- Ambasciata degli Stati Uniti, (Tokyo)
- Centro di Disegno del Pacífico, (Los Angeles)
- Municipio di San Bernardino, (California)
- Fattorie di Kukai Gardens, (Honolulu)
- Laboratori COMSAT, (Clarksburg, Maryland)
- Centro postale Worldway, (Los Angeles)
- Wells Fargo Center, 1988 (Minneapolis)
- 181 West Madison Street, 1990 (Chicago)
- Key Tower, 1991 (Cleveland)
- 777 Tower, 1991 (Los Angeles)
- Bank of America Corporate Center, 1992 (Charlotte)
- International Finance Centre, 2003 (Hong Kong)
- Torre Repsol, (in costruzione), 2008 (Buenos Aires)
- Costanera Center, (Santiago del Cile)
- Centro Culturale Universitario, (Guadalajara)
- Torre de Cristal, 2008 (Madrid)
- Torre Iberdrola, 2011 (Bilbao)
- Puerto Triana, (in costruzione), 2007 (Siviglia)
- City Center Resort & Casino, 2009 (Las Vegas)
- Bank of Oklahoma Center, 2008 Tulsa (Oklahoma)
- Torre Mesoamericana, 2010 (Tuxtla Gutiérrez)
- Torre Unicredit e Piazza Gae Aulenti, 2011 (Milano)
- Mirador del Valle, 2013 (Salta)
- Torre Vietcombank, Ho Chi Minh (2010-2015)
- Maral Explanada (Mar del Plata)
- Torre Sevilla, 2015 (Siviglia)
- Torre Gioia 22, 2021 (Milano)